# Daria Bogdanska
Daria Bogdanska, född 1988 i  Warszawa, är en polsk-svensk serieskapare. 
Bogdanska flyttade till Sverige 2013 och är bosatt i Malmö, där hon gått serieskolan vid Kvarnby folkhögskola. Hon är mest känd som författare till Wage Slaves (Galago, 2016), ett seriealbum om restaurangpersonal som utnyttjas av arbetsgivare på Malmös krogar. Bogdanska tilldelades Robespierrepriset 2019.